# Josef Stummer von Traunfels

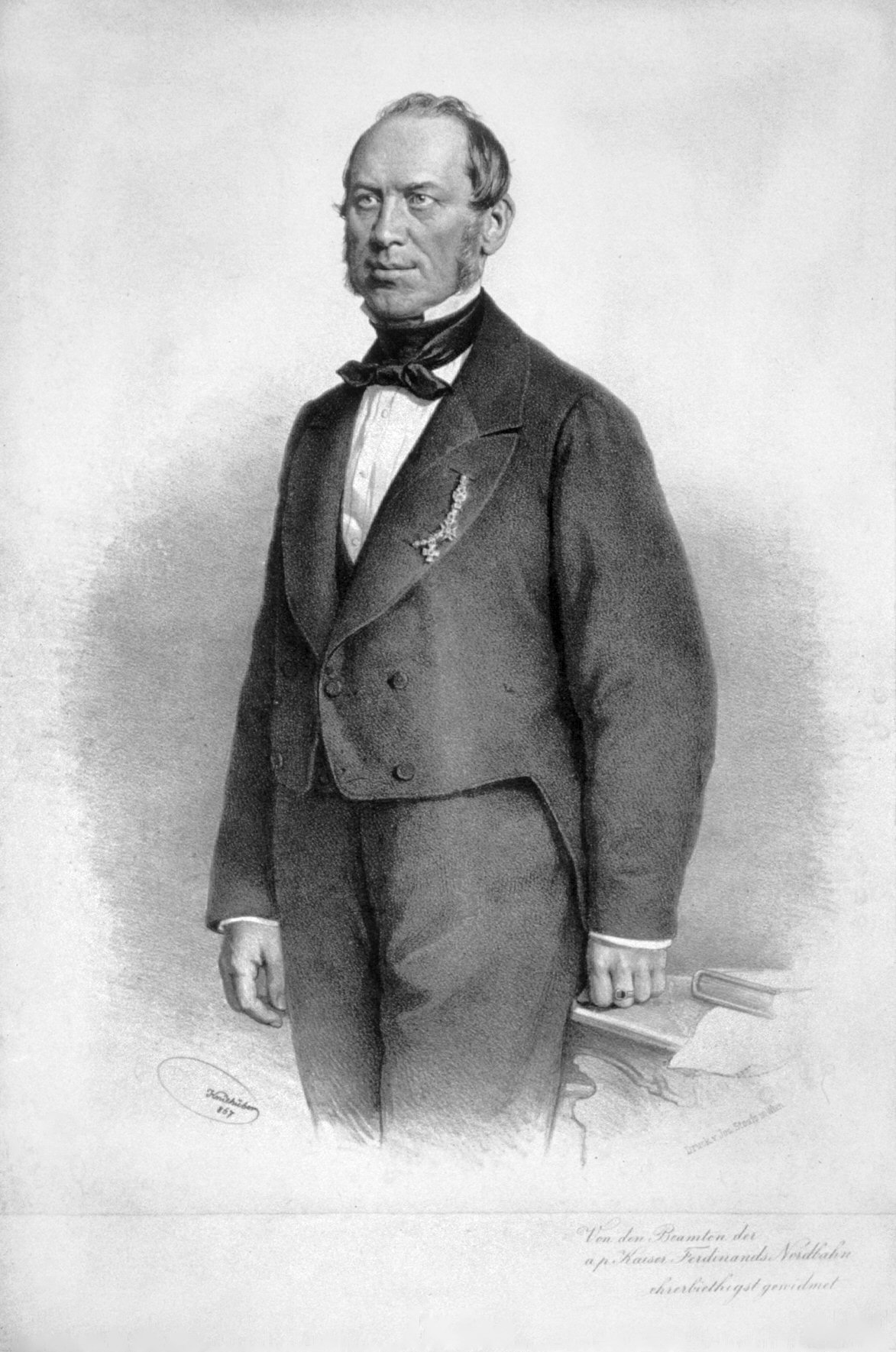
Josef Stummer Ritter von Traunfels, Lithographie von Josef Kriehuber, 1867

Josef Mauritius Stummer, ab 1866 Stummer Ritter von Traunfels (* 18. März 1808 in Korneuburg, Niederösterreich; † 12. Februar 1891 in Wien) war ein österreichischer Bauingenieur und Architekt.

## Leben
Josef Stummer wurde als Sohn des 1808 erstmals urkundlich erwähnten Maurermeisters Matthias Stummer (* 1778, † 1837 in Korneuburg) geboren. Nach Absolvierung des humanistischen Schottengymnasiums in Wien studierte er in den Jahren 1829 bis 1831 unter Peter von Nobile an der Wiener Akademie der bildenden Künste.
Stummer wurde 1831 Assistent an der Lehrkanzel des Professors Jan Evangelista Purkyně am Polytechnischen Institut Wien, an dem er bereits 1836 zum ordentlichen Professor für Baukunst und Baubuchhaltung (aus anderer Quelle: 1835/36 zum Professor der Land- und Wasserbauwissenschaften) ernannt wurde.
Er bemühte sich um größere öffentliche Bauten, wie etwa die Ausgestaltung des Wiener Bankviertels oder des Zentralpostgebäudes im Wiener Dominikanerviertel oder der Tabakfabrik in Schwaz, errang jedoch größte Anerkennung bei der Neugestaltung des Wiener Nordbahnhofs sowie als Architekt der Kaiser Ferdinands-Nordbahn von Wien nach Brünn.
Auch als Autor war Stummer erfolgreich, insbesondere stellte er im Jahre 1862 zwei Werke fertig: Eine graphische Darstellung der Gliederung der Österreichischen Lehranstalten sowie eine historiografische Darstellung der Geschichte der Kaiser-Ferdinand-Nordbahn. 1867 gab er ein Buch mit dem Titel „Praktische Anleitung zum Traciren der Eisenbahnen“ heraus und gründete im Jahre 1874 das Fachblatt „Stummer´s Ingenieur. Internationales Organ für das Gesammtgebiet des technischen Wissens und Repertorium der hervorragendsten ausländischen Fachjournale“.
Im Jahre 1867 wurde er auf eigenen Wunsch bezüglich seines Lehramtes in den bleibenden Ruhestand versetzt, um sich ganz dem Eisenbahnwesen widmen zu können.
Seine ehrenhalber gewidmete Grabstätte befindet sich auf dem Wiener Zentralfriedhof (Tor 2, Gruppe 43D, Reihe 1, Nr. G1).

## Auszeichnungen

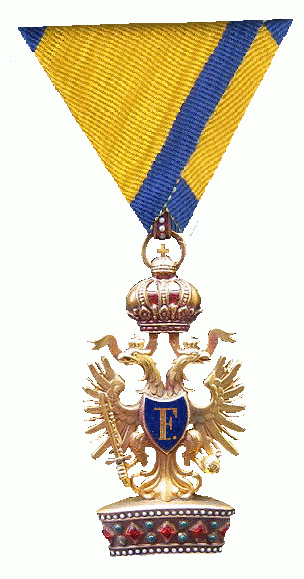
Orden der Eisernen Krone III. Klasse

1855 erhielt Stummer die „Medaille für Kunst und Wissenschaft“ in Gold und eine Medaille erster Klasse auf der Weltausstellung in Paris. Für die Darstellung der Geschichte der Nordbahn erhielt er auf der Londoner Weltausstellung 1862 die Medaille erster Klasse. 1865 wurde er von Papst Pius IX. mit dem Gregoriusorden und auch vom Land Preußen mit Orden ausgezeichnet. Ebenfalls 1865 ernannte ihn Kaiser Franz Joseph zum Ritter des Ordens der Eisernen Krone III. Klasse, worauf Stummer am 1. März 1866 aufgrund der Ordensstatuten als „Stummer von Traunfels“ in den österreichischen Ritterstand erhoben wurde.
Er war Mitglied mehrerer wissenschaftlichen Vereine und Vizepräsident des Verwaltungsrats des österreichischen Kunstvereins. Er war Mitglied im Stephansturm-Komitee und Präsident der Nordbahngesellschaft (1849), Vizepräsident der Karl-Ludwig-Bahn und Verwaltungsrat der Kärntnerischen Eisenbahn.
Im Jahr 1892 wurde in Wien-Brigittenau (20. Bezirk) die Traunfelsgasse und im Jahr 1940 in Wien-Donaustadt (22. Bezirk) die Stummergasse nach ihm benannt.

## Familie

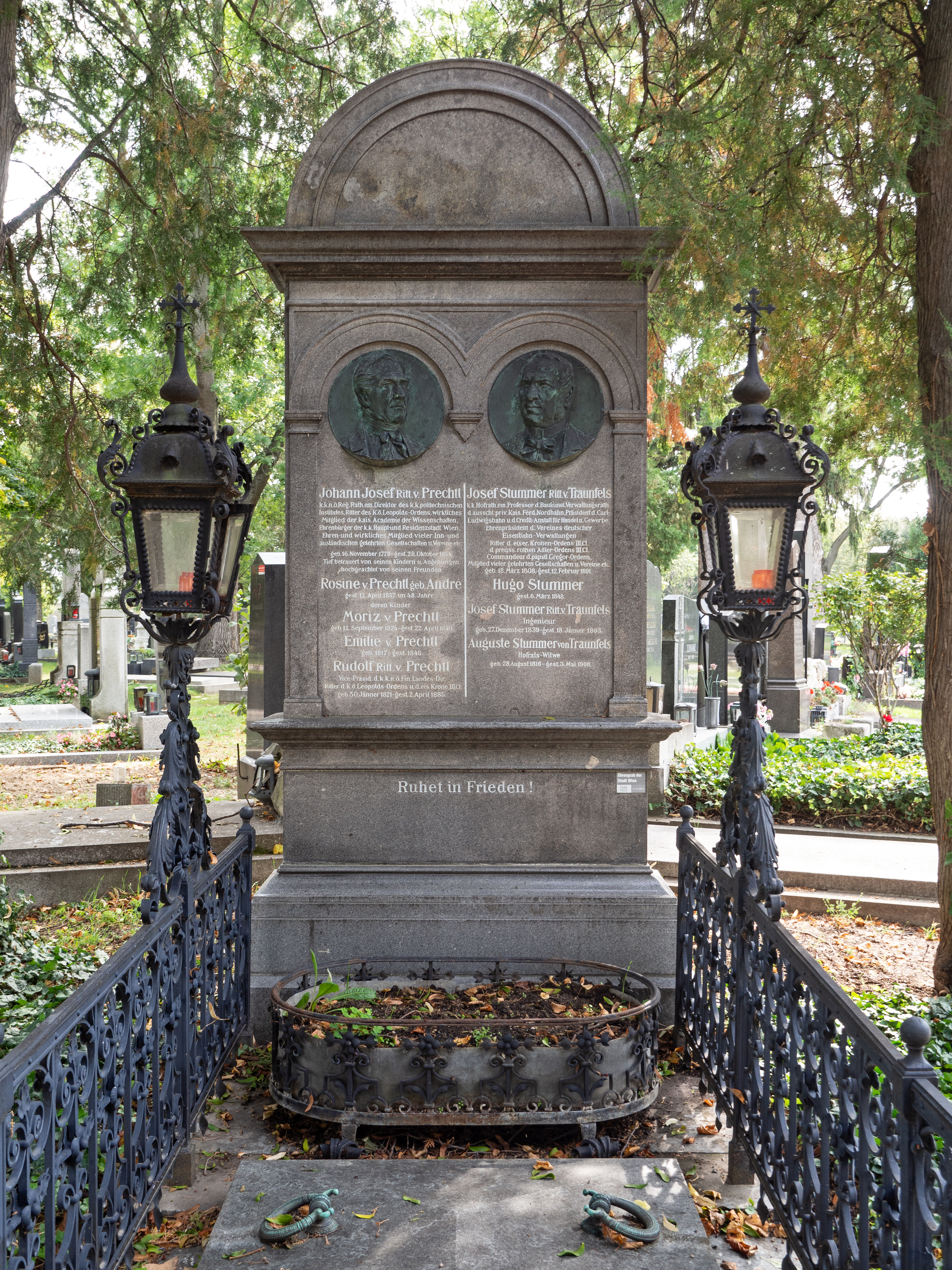
Grabstätte der Familien Stummer von Traunfels und Prechtl auf dem Wiener Zentralfriedhof

Ein Bruder des Josef Stummer von Traunfels war Carl Stummer von Traunfels, der in Wien die K. k. a. priv. Erste Wiener Guano-Fabrik betrieb.
Josef Stummer von Traunfels war Schwiegersohn von Johann Joseph von Prechtl sowie  Vater des Eisenbahn-Ingenieurs Josef Stummer von Traunfels (1839–1893) und durch ihn Großvater des Zoologen Rudolf Stummer von Traunfels (1866–1961), während der Schriftsteller Hans Stummer von Traunfels (1881–1972) Schwager Heimito von Doderers wurde.

## Publikationen
- Praktische Anleitung zum Traçieren der Eisenbahnen. Weimar 1867. Digitalisat